# Florian Slotawa
Florian Slotawa (* 1972 in Rosenheim) ist ein deutscher Künstler (Konzeptkunst, Installation, Bildhauerei und Skulptur).
Sein Arbeitsmaterial sind Gegenstände des Alltags, die in Skulpturen und temporäre Installationen neu arrangiert und dekontextualisiert werden.

## Leben
Slotawa studierte an den Akademien in Hamburg und München Bildhauerei.
2000 wurde ihm der Hector-Kunstpreis verliehen.
Von 2007 bis 2010 hatte er eine Gastprofessur an der Universität der Künste Berlin. Seit 2011 hat er eine Professur für Skulptur an der Kunsthochschule Kassel.

## Einzelausstellungen (Auswahl)
- 2017: Florian Slotawa. Galerie Nordenhake Stockholm[3]
- 2017: Regionale Ordnung, Kunstverein Rosenheim
- 2009: 'Florian Slotawa' at P.S.1, New York[4]
- 2008: Sies + Höke Galerie, Düsseldorf
- 2008: Solothurn, aussen", Kunstverein Solothurn
- 2007: „One After The Other“, Arthouse, Austin, Texas
- 2007:  Galleria Suzy Shammah, Mailand
- 2007: Galerie Friedrich, Basel
- 2006: Modern Art, London
- 2005: „Land gewinnen“, Haus am Waldsee, Berlin
- 2005: Sies + Höke Galerie, Düsseldorf
- 2005: Galerie Friedrich, Basel
- 2004: „Bonn ordnen“, Bonner Kunstverein
- 2004: VRIZA, Amsterdam
- 2003: Kunstmuseum Thun, Thun
- 2002: „Gesamtbesitz“, Kunsthalle Mannheim
- 2002: Sies + Höke Galerie, Düsseldorf
- 2001: „Schätze aus zwei Jahrtausenden“, Museum Abteiberg Mönchengladbach
- 2000: Sies + Höke Galerie, Düsseldorf

## Gruppenausstellungen (Auswahl)
- 2007: Made in Germany (Ausstellung)
- 2011: Skulpturenpark Köln

## Werke in öffentlichen Sammlungen
Sammlung Boros, Berlin; Museum für Moderne Kunst (MMK), Frankfurt/Main; Hamburger Kunsthalle; Kunsthalle zu Kiel; Kunsthalle Mannheim; Pinakothek der Moderne, München; Städtisches Museum Abteiberg, Mönchengladbach; Städtische Galerie Rosenheim, Rosenheim; FRAC - Nord-Pas de Calais, Dunkerque; Kunstmuseum Bern; Kunstmuseum Solothurn; Zabludowicz Collection London.